# Mala Santa (canção)
"Mala Santa" (estilizada em letras maiúsculas) é uma música gravada pela cantora americana Becky G. Foi lançado pela Kemosabe Records, RCA e Sony Music Latin em 11 de outubro de 2019. A música é o quinto single do seu álbum de estréia Mala Santa (2019).

## Performances
Gomez apresentou a música ao vivo pela primeira vez no Latin American Music Awards de 2019. 

## Créditos e pessoal
- Rebbeca Marie Gomez - vocais, compositora
- Luian Malavé Nieves - compositor, produtor
- Edgar Sempre - compositor, produtor
- Xavier Sempre - compositor, produtor
- Kedin Maisonet - compositor
- Pablo C. Fuentes - compositor

## Vídeo musical
O vídeo clipe foi lançado em 11 de outubro de 2019.

## Desempenho nas tabelas musicais
| Tabela musical (2019)            | Melhor posição |
| -------------------------------- | -------------- |
| Argentina (Argentina Hot 100)    | 90             |
| Equador (National-Report)        | 6              |
| Espanha (PROMUSICAE)             | 76             |
| Estados Unidos (Hot Latin Songs) | 21             |

## Certificações
| Região | Certificação     | Vendas  |
| --- | ---------------- | ------- |
| Espanha (PROMUSICAE) | Ouro             | 25,000^ |
| Estados Unidos (RIAA) | Platina (Latino) | 60,000‡ |
| *vendas baseadas apenas na certificação ^distribuições baseadas apenas na certificação ‡vendas+valores de streaming baseados apenas na certificação |                  |         |